# スレイプニル

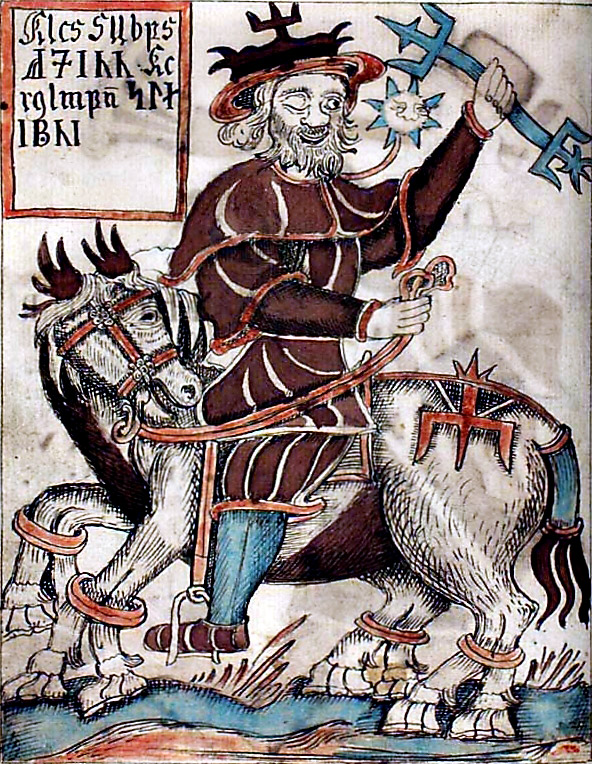
1760年頃のアイスランド語写本『NKS 1867 4to』の挿絵に見る、オーディンとその愛馬スレイプニル（デンマーク王立図書館所蔵）

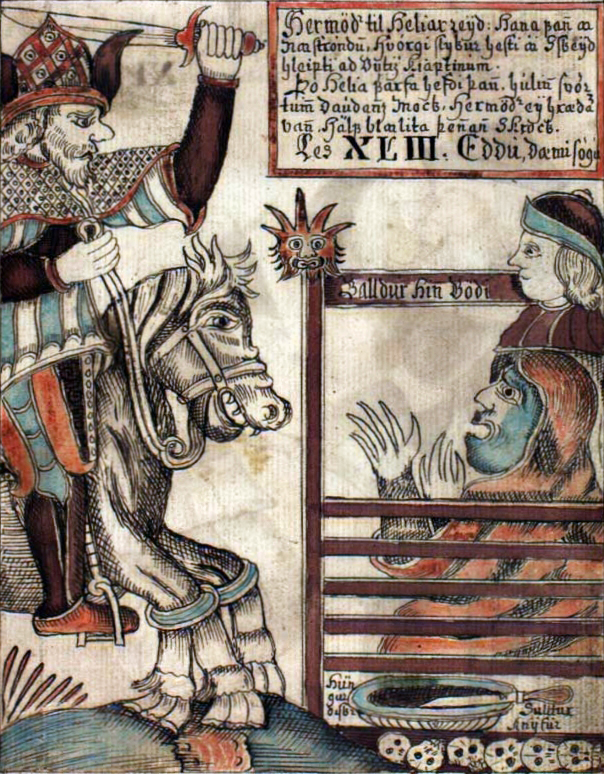
オーディンの命を受けたヘルモーズ（左上）がスレイプニルを駆ってヘルヘイムへ赴き、ロキの奸計よって殺された兄バルドルを取り戻すべく冥府の女王ヘル（右下）に迫る場面（上と同じ書より）

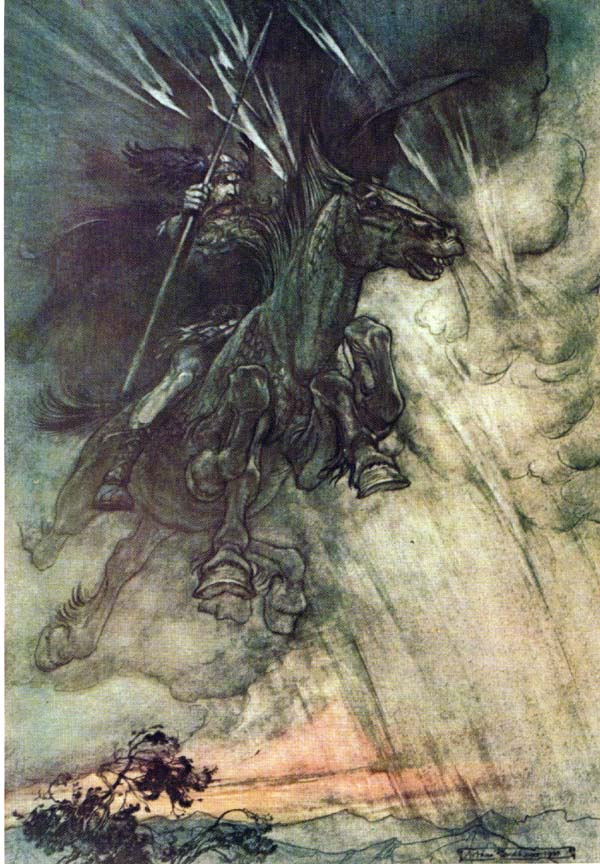
挿絵画家アーサー・ラッカムがリヒャルト・ワーグナーの楽劇『ヴァルキューレ』のために描いた、神々の長ヴォータン（オーディン）とその愛馬。馬にはスレイプニル同様に8本の脚がある。

スレイプニル（スレイプニール、スレイプニィールとも記す。古ノルド語：Sleipnir）は、北欧神話に登場する神獣であり、オーディンが騎乗する8本脚の軍馬である。

## 呼称
アイスランド語の Sleipnir、またスカンジナビアで言うところの Sleipner は、古くから北欧に伝わる名で、英語の slip などと同系の言葉であるとされ、「滑走するもの」などの意味に解釈される。

## 特徴
『古エッダ』の『グリームニルの言葉』第44節では「馬のうち最高のもの」と賞賛されている。
雌馬に化けたロキとスヴァジルファリの子供で、オーディンに献上された後は彼の愛馬になる。8本の脚を持つ最も優れた馬であり、軍馬である。非常に速く走ることができ、空を飛ぶことができたという。ただし、近代以降の大衆文化の絵画的表現においては必ずしも8本脚で描かれるわけではなく、通常の馬と同じく4本脚であったりもする。例えば、デンマークの挿絵画家ローランス・フレーリクが描くスレイプニルはときとして見た目はただの馬である。
ラグナロクが起きた際には、オーディンが跨る形で戦場を駆け抜けていたが、最期はグレイプニルの枷から解放された巨狼フェンリルによって、オーディンと共に飲み込まれ死んだとされる。
伝承では、オーディンが人間の英雄シグルズに与えている名馬グラニが、スレイプニルの子孫であるという。

## ギャラリー

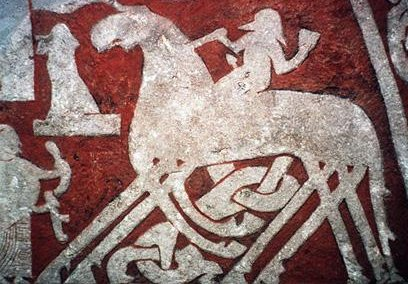
スレイプニルに騎乗したオーディンがヴァルハラへ帰還する場面を描いた絵画石碑「シェングヴィーデ絵画石碑（英語版）」の細部
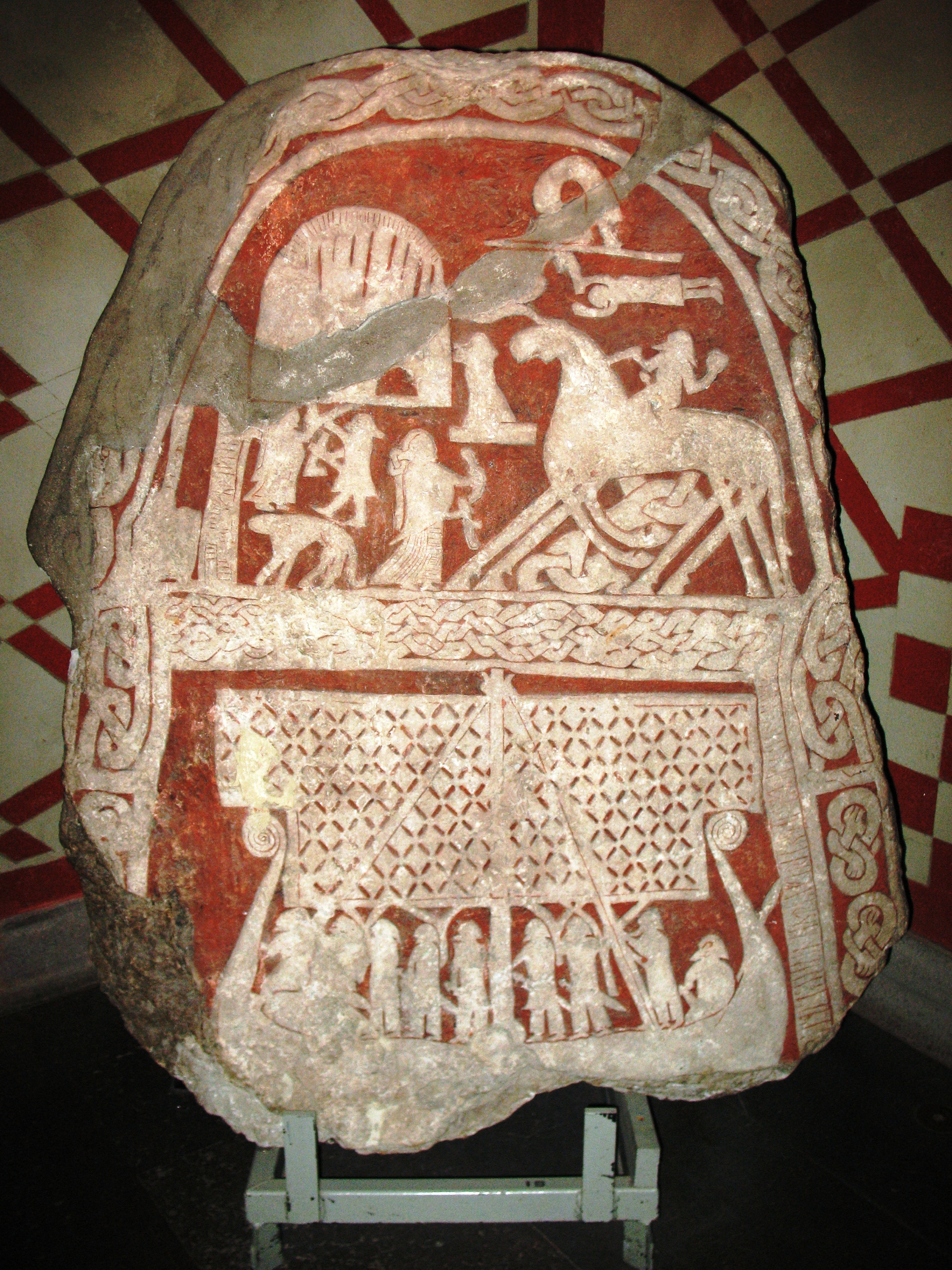
シェングヴィーデ絵画石碑（スウェーデン南部のゴットランド島に由来し、現在はストックホルムにあるスウェーデン国立歴史博物館が所蔵）
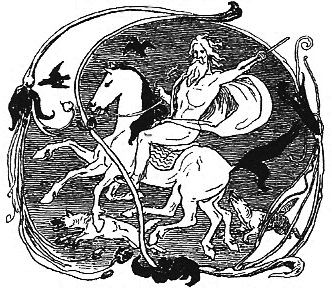
スレイプニルを駆るオーディンと、彼に付き従う大烏のフギンとムニン、狼のゲリとフレキ（挿絵画家ローランス・フレーリクによる1895年の作）

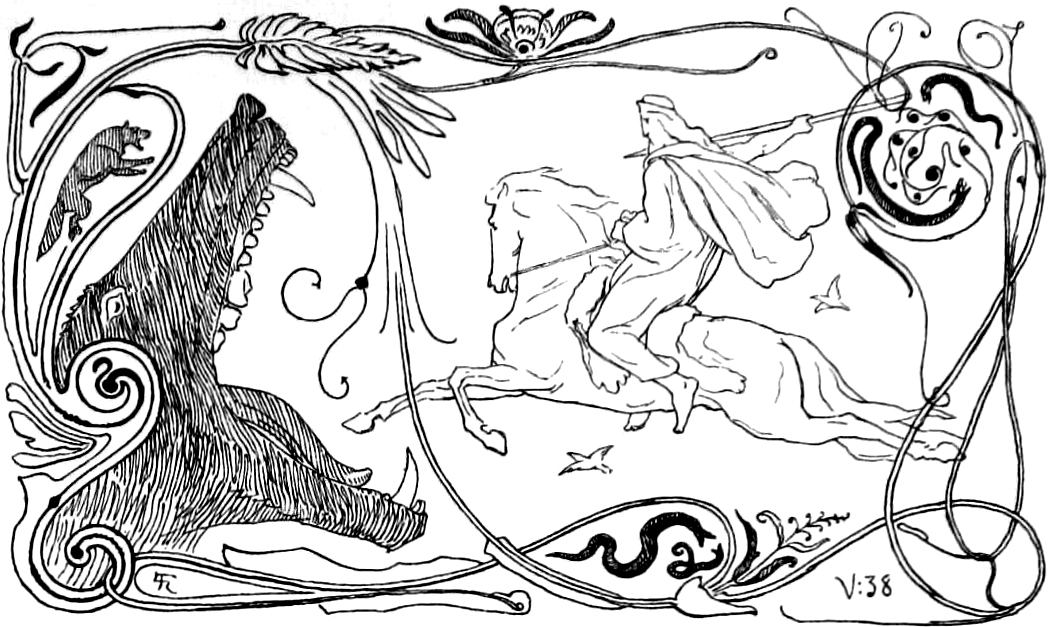
ラグナロクの最終局面でスレイプニルに騎乗し、神槍グングニルを振りかざしてフェンリル狼（左）に決戦を挑むオーディン（ローレンツ・フローリク、1895年作）
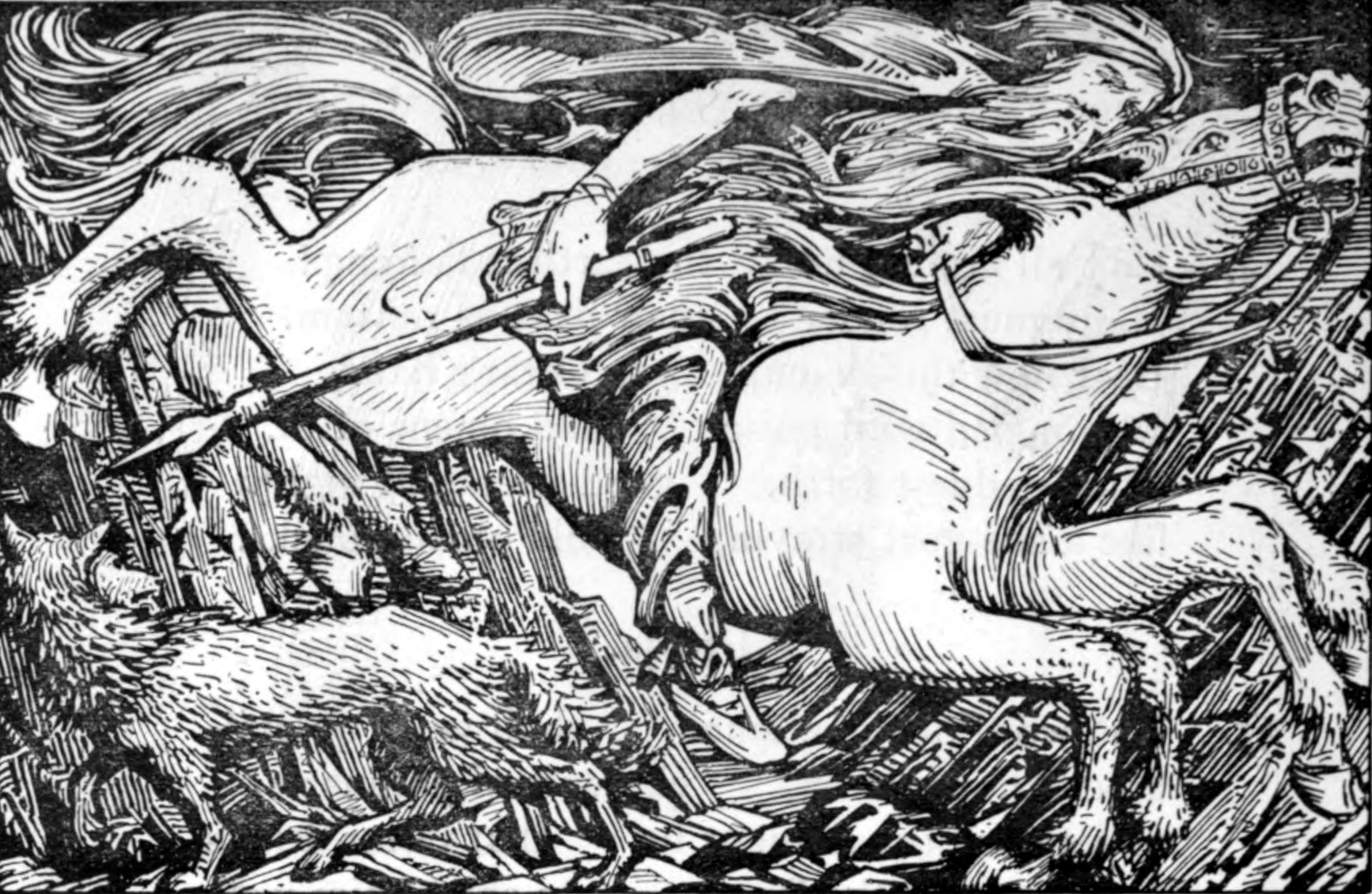
W・G・コリングウッド（英語版）が叙事詩『バルドルの夢』をテーマに描いた木版画に見る、オーディンとスレイプニル（1908年の作）
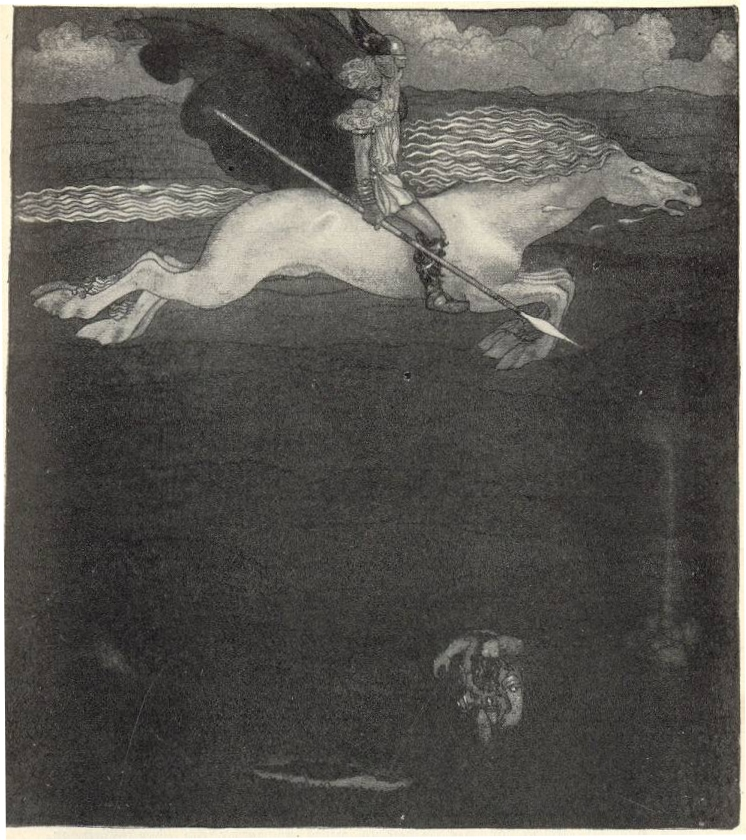
挿絵画家ヨン・バウエルがヴィクトル・リュードベリ（英語版）の楽劇 "Our Fathers' Godsaga" のために描いた、オーディンとスレイプニル（1911年の作）

スウェーデン軍 FMLOG の紋章
スウェーデン軍 VAC の紋章
スウェーデン軍 FMUhC の紋章

スウェーデン海軍特務艦（運送艦）スレイプナー (HMS Sleipner (A343)) の紋章
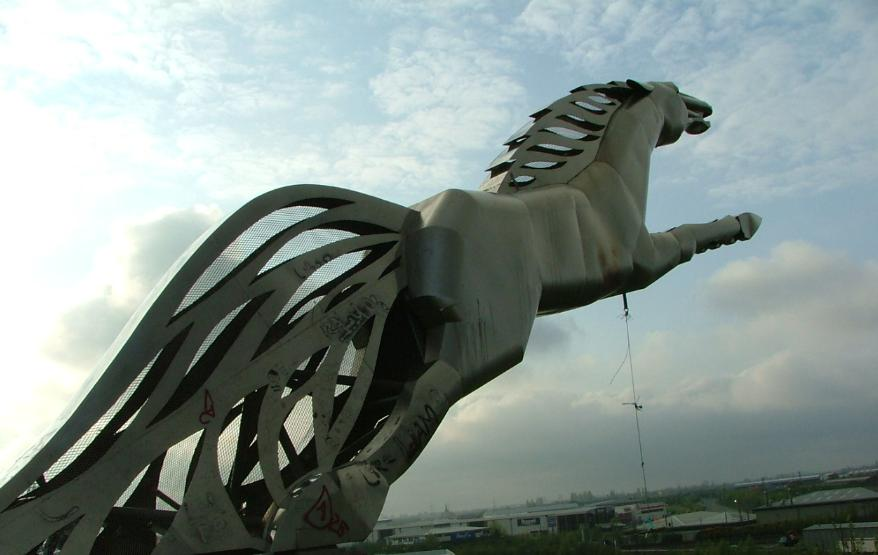
スレイプニルをモチーフとしたオブジェ（イングランドはウェスト・ミッドランズ (Black Country) の一都市ウェンズベリー（英語版））

## スレイプニルを由来としたもの
現代的娯楽作品においてはキャラクターとして登場し、とくにコンピュータゲームの分野で多く見られる。RPGのファイナルファンタジーシリーズでは6本脚の幻獣にアレンジされている。
日本の企業フェンリルが開発したウェブブラウザーソフト "Sleipnir" は、神馬スレイプニルの名にちなんだ命名である。
JRAでは2019年より、スレイプニルステークスが新設された。